# Henrik Sass Larsen
Henrik Martin Sass Larsen (født 29. maj 1966 i Virum) er en dansk forhenværende erhvervsleder og politiker, der fra 2000 til 2019 var medlem af Folketinget for Socialdemokratiet samt midlertidigt folketingsmedlem for samme i to perioder i 1999. Han var derudover erhvervs- og vækstminister fra 2013 til 2015 og formand for den socialdemokratiske folketingsgruppe i 2012-2013 samt 2015-2019.
I 2005 var Sass Larsen med til at hjælpe Helle Thorning-Schmidt til formandsposten. Efterfølgende blev han næstformand for den socialdemokratiske folketingsgruppe og var partiets finanspolitiske ordfører 2005-2006. Da Lotte Bundsgaard i 2006 blev tvunget til at træde tilbage som socialdemokraternes politiske ordfører, overtog han denne post. Ved valget i 2007 fik han over 10.000 personlige stemmer. Han anses desuden af mange som hovedarkitekten bag den tidligere succesfulde alliance med SF, som stille og roligt tog form efter valgnederlaget i 2007. Sass Larsen var spået til pladsen som finansminister efter folketingsvalget i 2011 i Helle Thornings nye regering, men grundet en tilknytning til det ledende Bandidos-medlem Torben Ohlsen Jensen (også kendt som Suzuki-Torben) blev han forkastet.
Efter næsten 20 år som socialdemokratisk folketingsmedlem forlod han dansk politik i september 2019 til fordel for en stilling som direktør for Aktive Ejere, brancheforeningen for venture- og kapitalfonde. I marts 2025 stoppede han som administrerende direktør.
Senere samme måned blev Sass Larsen tiltalt for besiddelse af materiale med seksuelle krænkelser af børn samt besiddelse af en børnesexdukke. Sagen skal for retten i Københavns Byret den 21. august 2025. Den 10. juni 2025 selvudgav han bogen Tilbageslag, hvori han fortæller sin version af sagen.
Henrik Sass Larsen bor i dag i Portugal.

## Baggrund

### Opvækst, uddannelse og civil karriere
Henrik Sass Larsen er opvokset i det socialt belastede Taastrupgård i Høje-Taastrup, hvor han boede sammen med sin mor, Pia Pedersen, der var kassedame i Bilka og senere blev førtidspensionist. Han var et år, da forældrene blev skilt, og moren flyttede sammen med en ny mand. Stedfaren udøvede vold mod ham, og da Sass Larsen blev 12 år, blev han tvangsfjernet efter pres fra skolen og socialforvaltningen, hvorefter han blev anbragt på et børnehjem. Der boede han i tre år, hvorefter han kom i pleje hos en klassekammerats forældre i Greve. Han har en HF-eksamen fra Greve Gymnasium i 1986 samt en bachelor ved Roskilde Universitetscenter (HA/forvaltningsstudier).
Han var med til at starte kommunikationsfirmaet Rostra A/S sammen med Svend Gunbak, der dengang arbejdede som presserådgiver for de borgelige. Firmaet lavede bl.a. kampagner for Lene Espersen. I marts 2001 forlod han direktørstolen i Rostra A/S med et underskud på 4,7 mio. kr. Da firmaet i februar 2002 gik konkurs, viste papirer i konkursboet, at underskuddet skyldtes, at Sass Larsen havde glemt at medtage udgifter for feriepenge og havde lavet flere fejlposteringer.
Den 1. januar 2020 tiltrådte han som administrerende direktør for brancheforeningen Aktive Ejere (tidl. DVCA). Han opsagde sin stilling i marts 2025.

### Privat
Henrik Sass Larsen er fraskilt og har en voksen datter. Han boede mange år i Køge og har også boet på Amager. I efteråret 2018 blev han ramt af en depression, der varede i to måneder. I den periode sov han 19-20 timer i døgnet og kunne ikke passe sit folketingsarbejde – bortset fra at han medvirkede i et ugentligt program på TV 2 News, der hed Pind og Sass - politik uden filter. I et interview med Politiken fortalte han, at han ikke fik medicin, men var i behandling hos en psykolog.
I 2019 rettede han en hård kritik mod Ekstra Bladet, som, han mente, forfulgte ham på Christiansborg. Bladet skrev flere gange, om Sass Larsen, der var udeblevet fra en række møder hos statsrevisorerne, skønt han som statsrevisor modtog 330.000 kroner om året.

## Politisk karriere
Der er for få eller ingen kildehenvisninger i dette afsnit, hvilket er et problem. Du kan hjælpe ved at angive troværdige kilder til de påstande, som fremføres.

### DSU
Som 16-årig meldte han sig ind i Danmarks Socialdemokratiske Ungdom (DSU), hvilket skete i protest mod nogle klassekammerater, som havde meldt sig ind i Konservativ Ungdom, og i 1988 blev han af DSU's kongres valgt til organisationens forretningsudvalg. Fire år senere – i 1992 – blev han valgt til formand for ungdomsorganisationen, en post, han bestred indtil 1996, hvor han blev erstattet af Morten Bødskov.
Det var i denne periode, Henrik Sass Larsen grundlagde sin markante politiske profil. I en række provokerende debatoplæg forsøgte han at sætte gang i såvel den politiske som organisatoriske fornyelse af Socialdemokratiet og arbejderbevægelsen. Han var blandt andet medunderskriver på debatoplægget "23:58" (To minutter i tolv), som krævede gennemgående reformer af Socialdemokratiets organisation. Oplægget var med til at danne grundlag for, at Socialdemokratiet senere indførte muligheden for at afholde urafstemning om valg af partiformand.
Endnu mere kontroversiel var dog bogen "Tilbage til Friheden" fra 1996. Bogen var en skånselsløs kritik af Socialdemokratiet og indeholdt et samlet bud på en ideologisk fornyelse. Blandt de kontroversielle tanker var en korporatisering af den offentlige sektor, en demokratisering af pensionskasserne samt en massiv omlægning af statens udgifter, hvor folkepensionen blandt andet skulle beskæres til fordel for velfærdens kerneydelser og samfundets svageste.
Sass Larsen blev betragtet af mange i partiet som kontroversiel, og han blev flere gange stemplet som "højreorienteret" samt "strammer" på flygtninge-/indvandrerpolitikken. Interessant er det dog, at han som formand for DSU tilhørte organisationens venstrefløj. Han kritiserede socialdemokraternes højrefløj i egenskab af formand for DSU, herunder Vestegnens socialdemokratiske borgmestre, når de var for udlændingekritiske.

### Folketinget
Henrik Sass Larsen var midlertidigt medlem af Folketinget for Københavns Amtskreds 19. januar – 21. marts 1999 og 16.-22. juni 1999. Han blev indvalgt som folketingsmedlem for Københavns Amtskreds 1. oktober 2000 – 20. november 2001 og for Roskilde Amtskreds fra 20. november 2001.
I sommeren 2002 forsøgte han, støttet af daværende partiformand Poul Nyrup Rasmussen, at blive politisk ordfører, men posten gik i stedet til Mogens Lykketoft, som var kompromiskandidaten mellem højrefløjen, som støttede Henrik Sass Larsen, og venstrefløjen, som ønskede den tidligere justitsminister Frank Jensen. Under Mogens Lykketofts formandskab blev Sass Larsen i stedet formand for et udvalg, der skulle skrive et oplæg til en ny velfærdspolitik. Oplægget blev imidlertid aldrig offentliggjort. Under Mogens Lykketofts formandstid blev Sass Larsen gjort til skatteordfører. Her fremlagde han blandt andet en revideret skatteplan, der indførte det såkaldte "skatteloft". Dette oplæg var afstemt med Det Radikale Venstre.
Da Mogens Lykketoft efter folketingsvalget i 2005 besluttede at træde tilbage som partiformand, valgte Sass Larsen at støtte Helle Thorning-Schmidt, og da Thorning-Schmidt blev valgt som partiformand, indtog han en central rolle i partiets ledelse. Han blev forfremmet til næstformand for folketingsgruppen og finans- samt udlændingeordfører, og han blev også udpeget som den ene af to socialdemokratiske repræsentanter i Nationalbankens Repræsentantskab. Da Lotte Bundsgaard i 2006 blev tvunget til at træde tilbage som socialdemokraternes politiske ordfører, overtog han denne post. Ved valget i 2007 fik han over 10.000 personlige stemmer. Han anses desuden af mange som hovedarkitekten bag den tidligere succesfulde alliance med SF, som stille og roligt tog form efter valgnederlaget i 2007.
Sass Larsen var spået til pladsen som finansminister efter folketingsvalget i 2011 i Helle Thornings nye regering, men han meddelte den 29. september 2011, at han ikke kunne blive sikkerhedsgodkendt (se dog § Tilknytning til rocker) af Politiets Efterretningstjeneste (PET) grundet et møde i Køge med den ledende Bandidos-rocker Torben Ohlsen Jensen, også kaldet "Suzuki-Torben".
Den 9. maj 2012 blev han udnævnt til gruppeformand for Socialdemokratiet, og den 9. august 2013 overtog han posten som erhvervs- og vækstminister efter Annette Vilhelmsen i forbindelse med en regeringsrokade.
Den 27. april 2006 blev han i forbindelse med en større ændring i partitoppen udnævnt til partiets politiske ordfører, hvilket han var frem til efteråret 2011. Fra den 9. maj 2012 indtil 9. august 2013 var han gruppeformand for den socialdemokratiske folketingsgruppe. Som erhvervs- og vækstminister har han stået i spidsen for bankaftalen i oktober 2013, som skærpede kravene til de danske banker og realkreditinstitutter samt etableringen af en bestyrelse i Finanstilsynet.
Den 2. oktober 2013 modtog han Ting-Prisen, som internetportalen Altinget.dk står bag. Prisen gives til en politiker, der har en særlig evne til at kommunikere på en måde, så Christiansborg kommer tættere på borgerne.
Efter næsten 20 år som socialdemokratisk folketingsmedlem forlod han dansk politik i september 2019 til fordel for en stilling som direktør for DVCA, brancheforening for venture- og kapitalfonde. I marts 2025 overtog Søren Pind rollen som administrerende direktør i brancheorganisationen.
I juni 2025 blev Henrik Sass Larsen ekskluderet fra Socialdemokratiet på baggrund af en sag om køb af børneovergrebsmateriale.

## Kontroverser

### Tilknytning til rocker
I maj 2011 mødtes Henrik Sass Larsen og medlem af Socialdemokratiet Tommy Kamp foran Hugos Vinkælder i Køge. I forbindelse med en sag om svindel kort forinden var Kamp blevet uvenner med ejerne af en Café Vanilla i Køge, så da en af ejerne af caféen ankom til fortovet, mens Kamp sad der, blev denne "tilsyneladende [...] utryg" og ringede til Torben "Suzuki Torben" Ohlsen Jensen, der var medlem af rockergruppen Bandidos og en af Kamps bekendte. Midt- og Vestsjællands Politi var i forbindelse med en række skudepisoder i Køge i starten af 2011 begyndt at aflytte nogle lokale rockere, heriblandt Jensen, og de hørte derigennem samtalen. Dagen efter pralede Jensen i en telefonsamtale over for sin søn med, at han havde ageret bodyguard for Kamp og Sass Larsen; denne samtale blev også aflyttet af politiet. Senere samme dag skrev Jensen til Sass Larsen en sms-besked, som Sass Larsen svarede på to dage senere. Da sagen involverede en toppolitiker, skrev PET et notat til Justitsministeriet om Sass Larsens rolle. Statsministeriets departementschef blev også informeret om sagen.
Henrik Sass Larsen var favorit til finansministerposten i den kommende Helle Thorning-regering. Den 28. september, dagen for afslutningen af regeringsforhandlingerne, var Sass Larsen til møde i Statsministeriet, hvor han af Christian Kettel Thomsen og Anne Kristine Axelsson, henholdsvis daværende departementschef i Statsministeriet og daværende departementschef i Justitsministeriet, fik lov til at læse notatet. Sass Larsen og de to departementschefer mødtes senere samme dag. Denne gang tog han partifællen Bjarne Corydon med, mens departementscheferne tog daværende PET-chef Jakob Scharf med. Dagen efter meddelte Sass Larsen, at han ikke ville være ministeremne i regeringen. Ifølge Thorning-Schmidt og Sass Larsen kunne han ikke bliver minister, fordi han ikke kunne sikkerhedsgodkendes af PET. Det blev senere tydeliggjort, at ministre ikke skal sikkerhedsgodkendes af PET, og at det udelukkende er statsministeren, der på baggrund af oplysninger fra PET kan tage stilling til, hvem der ikke kan være minister.
Efter et stort pres fra Sass Larsen og hans advokat Peter Lundmark Jensen valgte Justitsministeriet at lade ham offentliggøre PET's notat om det meget omdiskuterede møde med Jensen i Køge og deres efterfølgende sms-korrespondancer. Politikere og eksperter kritiserede efterfølgende PET for at have handlet på et spinkelt grundlag, og tidligere operativ chef i PET Hans Jørgen Bonnichsen mente, at "sikkerhedsmæssigt [pustede] man sagen op på et niveau, hvor den ikke hører hjemme".

### Besiddelse af overgrebsmateriale med børn
Berlingske fortalte 21. marts 2025, at en tidligere minister, mangeårigt folketingsmedlem og nuværende "topchef i det private erhvervsliv" var blevet tiltalt for besiddelse af omfattende billed- og videomateriale, der viser seksuelle krænkelser af børn, samt besiddelse af en ulovlig børnesexdukke. Idet der var anmodet om navneforbud i sagen, valgte avisen at anonymisere manden. Øvrige medier afstod også fra at bringe navnet. Henrik Sass Larsen valgte selv at fortælle i en pressemeddelelse udsendt 23. marts 2025 via sin advokat Peter Lundmark Jensen, at han var den tiltalte. Han udtalte, at han "aldrig nogensinde [har] gjort et barn fortræd – og kommer aldrig til at gøre det. Mit ærinde har været det stik modsatte". Kort efter oplyste Aktive Ejere i en pressemeddelelse, at Sass Larsen havde opsagt sin stilling som direktør.
Sagen mod Sass Larsen tog sin begyndelse i 2023. Politiet havde ransaget hans hjem ad flere omgange over en årrække, hvor der blandt andet er blevet beslaglagt flere krypterede enheder. Han er anklaget for besiddelse af 6.242 billeder og 2.231 videofiler med seksuelt overgrebsmateriale med børn, heraf 252 billeder og 197 videofiler af kategori 3, som er "filer af den groveste karakter". Tiltalen er rejst efter straffelovens § 235, stk. 2, der omhandler besiddelse af seksuelt materiale som fotografier, film eller lignende med børn under 18 år. Derudover blev han også tiltalt efter § 235 a, der forbyder besiddelse af dukker, "som fremstår som et barn, og som er konstrueret med et seksuelt formål for øje".
Berlingske skrev, at han angiveligt har købt sig adgang til det ulovlige materiale på internettet. Sagen mod Sass Larsen skal for retten i Københavns Byret den 21. august 2025, og der er afsat en retsdag til sagen. Besiddelse af overgrebsmateriale med børn og en børnesexdukke kan straffes med bøde eller op til et års fængsel.
Den 4. juni fortalte Sass Larsen i en podcast på B.T. med Henrik Qvortrup, at han ledte efter sig selv i overgrebsmateriale. Ifølge sin forklaring modtog han i 2018 en besked med det, han beskriver som et link til en video af sig selv som treårig, hvor han blev udsat for et seksuelt overgreb i 1969. Beskeden blev ifølge Larsen startskuddet til, at han gik i gang med at se og downloade film og fotos med overgreb på børn og mestendels små børn i alderen et til tre år i jagten på at "finde de skyldige". Han modtog angiveligt en anden video med lignende materiale i 2021. Den 10. juni selvudgav han en bog med titlen Tilbageslag, hvori han fortæller sin version af sagen.

## Hæderspriser
- 2013: Ting-Prisen